# Jean-Jules Allasseur
Jean-Jules Allasseur, nacido el 13 de junio de 1818 y fallecido en 1903, fue un escultor francés.

## Biografía
Pupilo de David d'Angers en la École des Beaux-Arts, París. Produjo retratos escultóricos, memoriales alegóricos y escultura decorativa para edificios para encargos oficiales bajo el Segundo Imperio Francés. Fue nombrado caballero de la Legión de Honor el 7 de agosto de 1867.
Está enterrado en el cementerio de Montmartre (14 división), allí en el barrio de Montmartre había tenido su estudio.

## Obras

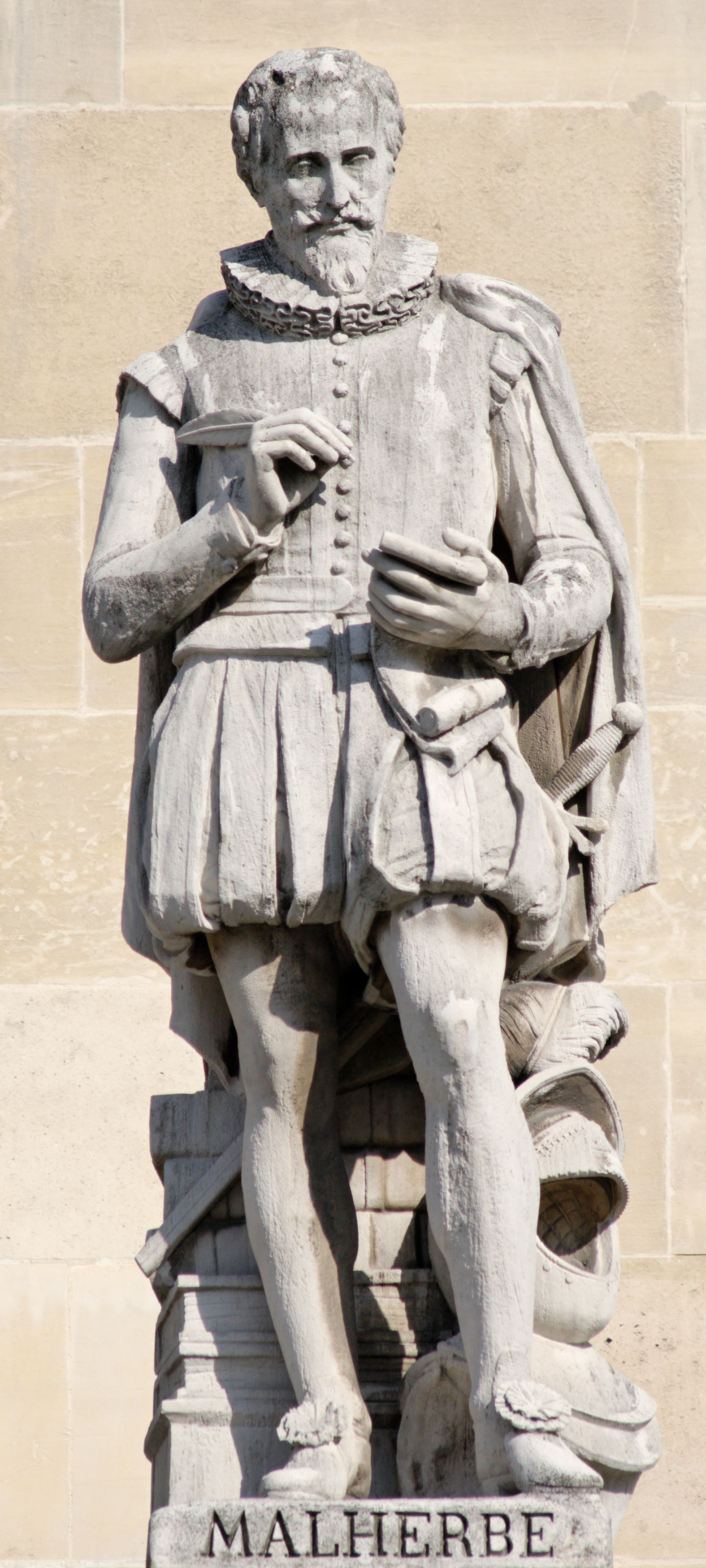
Malherbe, cour Napoleon, Louvre.

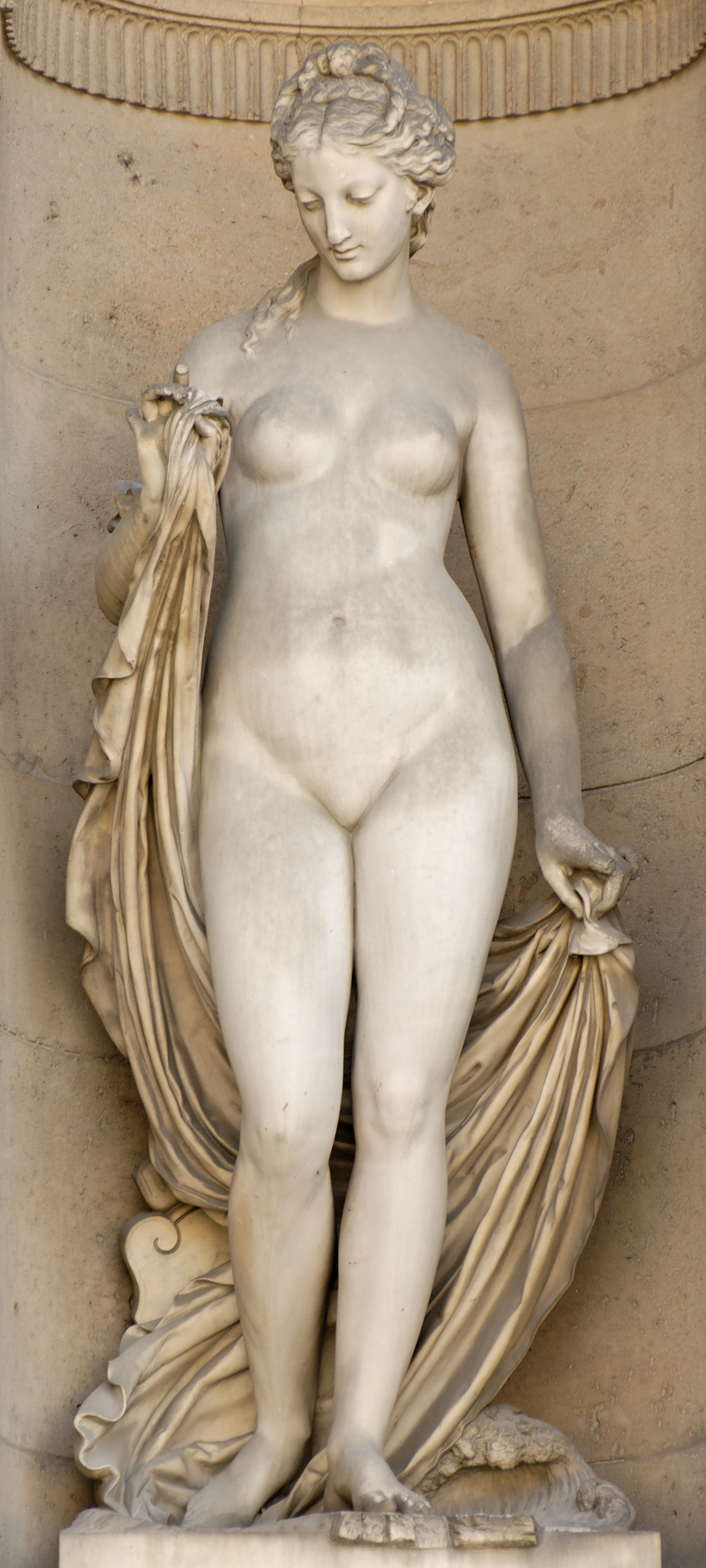
Leucothea (Cour Carrée del Palacio del Louvre)

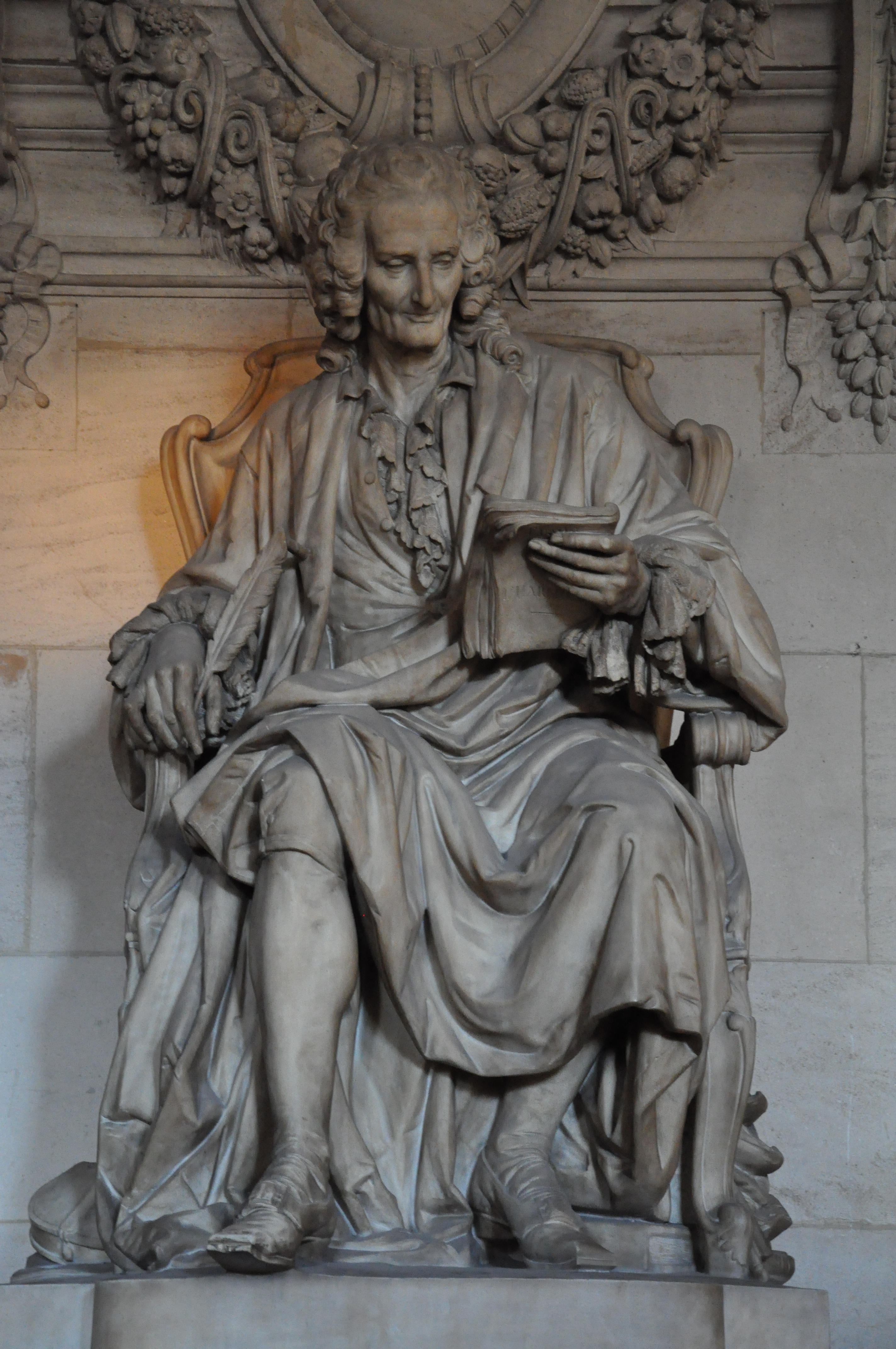
Estatua del músico Jean-Philippe Rameau.

Entre las mejores y más conocidas obras de Jean-Jules Allasseur se incluyen las siguientes:
- El hallazgo de Moises en el Nilo - La Découverte de Moïsé, expuesta en yeso en el Salón de París de 1853 y en mármol en 1859, conservada en el Louvre.

- François de Malherbe (1853), una de las 86 figuras en pie de famosos franceses que decoran las hornacinas de la fachada del Cour Napoléon del arquitecto Hector Lefuel en el Palacio del Louvre.[5] En el museo de Orsay se conserva una fotografía de Edouard Baldus, que retrata el modelo en yeso, imagen tomada entre 1855 y 1857.[6]
- Monumento de Jean Rotrou (bronce, 1866) para Dreux, adaptando y simplificando el estilo del famoso busto de Caffieri para la recepción del Teatro de la Comedia de Francia.[7]
- San José - Saint Joseph para Saint-Étienne-du-Mont, París.
- Saint Carlo Borromeo (1867) para Saint-Étienne-du-Mont.
- Estatua de Jean Philippe Rameau, (mármol, 1888) para la Academia nacional de música de París. Expuesto en el Salón de París de 1888.[8]·[9] En la actualidad conservada en la Ópera Garnier de París.
- El pescador - Le Pecheur (Louvre ).
- Leucótea - Leucothea (Louvre ). Esta escultura está inspirada en la Afrodita de Cnido

- La escultura, figura alegórica para la decoración del Louvre. En el museo de Orsay se conserva una fotografía de Edouard Baldus, que retrata el modelo en yeso, imagen tomada entre 1855 y 1857.[10]
- La pesca fluvial (La Pêche fluviale), figura alegórica para la decoración del Louvre. En el museo de Orsay se conserva una fotografía de Edouard Baldus, que retrata el modelo en yeso, imagen tomada entre 1855 y 1857.[11]